# The Frankenstein Chronicles
The Frankenstein Chronicles è una serie televisiva britannica del 2015, liberamente ispirata ai personaggi reali e di finzione legati al celebre romanzo gotico Frankenstein (Frankenstein: or, The Modern Prometheus) della scrittrice Mary Shelley, pubblicato nel 1818.
Ambientata a Londra nel decennio successivo la pubblicazione del romanzo, la serie vede come protagonista Sean Bean nei panni dell'investigatore John Marlott e annovera tra i personaggi reali la stessa Shelley (Anna Maxwell Martin) e William Blake (Steven Berkoff).

## Trama
Londra, 1827. L'investigatore  John Marlott trova il corpo senza vita di una giovane ragazza sul Tamigi. Quando si avvicina per ispezionare il cadavere, la bambina gli stringe il polso in un ultimo sussulto di vita. Durante l'autopsia si scopre che il corpo è composto da più bambini, cuciti e "assemblati" assieme in quella che sembra l'opera di un folle chirurgo.

Travagliato e inconsolabile per la sua storia personale (ha perso la moglie e la giovane figlia), malato di sifilide e vittima di sempre più insistenti allucinazioni, Marlott non rivela a nessuno che il cadavere della piccola sconosciuta era vivo nel momento del ritrovamento. Marlott inizia così ad investigare sui più recenti casi di bambini scomparsi, mentre attorno a lui si muovono loschi personaggi della politica e dell'ambiente medico londinese che cercano in tutti i modi di sviare le sue indagini.

## Episodi
| Stagione         | Episodi | Prima TV originale | Pubblicazione in italiano |
| ---------------- | ------- | ------------------ | ------------------------- |
| Prima stagione   | 6       | 2015               | 2018                      |
| Seconda stagione | 6       | 2017               | 2018                      |